# Ham Eun-jung
Ham Eun-jung (kor. 함은정, ur. 12 grudnia 1988 w Seulu), lepiej znana pod pseudonimem Eunjung – południowokoreańska piosenkarka, tancerka, modelka, aktorka oraz członkini grupy T-ara.

## Życiorys
Eun-jung urodziła się w Seulu, w Korei Południowej. Jej matka, absolwentka Uniwersytetu Żeńskiego Ewha, jest byłą nauczycielką gry na fortepianie i pracuje jako agentka Eunjung. W siódmej klasie Eun-jung rozpoczęła naukę taekwondo i wygrała trzy różne zawody. Jej matka podjęła decyzję, aby zakończyć karierę nauczycielki i zarządzać karierą w Eun-jung po ukończeniu przez nią szkoły średniej w 2007 roku. W tym samym roku Eun-jung rozpoczęła naukę na Uniwersytecie Dongguk, który ukończyła na wydziale rozrywki.
Od debiutu T-ary 29 lipca 2009 r. do września 2010 r. była pierwszą liderką zespołu.

## Dyskografia

### Solo
- I’m good (EP, 07.05.2015)[2]
- Good Bye (singel, 14.10.2015)[3]

### Ścieżki dźwiękowe
| Rok  | Tytuł produkcji  | Album            | Czas |
| ---- | ---------------- | ---------------- | ---- |
| 2010 | SBS Coffee House | Coffee House OST | 2:57 |

### Inne prace
| Rok  | Tytuł                           | Czas | Uwagi                              |
| ---- | ------------------------------- | ---- | ---------------------------------- |
| 2009 | N-Time (singel)                 |      | Wspólnie z Hwang Jung-eum          |
| 2010 | Wonder Woman (singel)           | 3:38 | Wspólnie z Hyomin, SeeYa i Davichi |
| 2013 | Bunny Style! – "Dangerous Love" | 3:40 | Jiyeon i Hyomin                    |
| 2013 | Bunny Style! – „Two as One”     | 4:56 | Solo                               |

## Filmografia

### Filmy
| Rok  | Tytuł                          | Rola             |
| ---- | ------------------------------ | ---------------- |
| 1999 | A-rong’s Big Expedition        | Song-i           |
| 2002 | Dodge Go! Go!                  | Min Sang Mi      |
| 2002 | Madeleine                      | Song Hye (młoda) |
| 2005 | The Beast and the Beauty       | Hae Mi           |
| 2006 | Ice Bar                        | Mi Sook          |
| 2006 | World of Silence               | Min Hee          |
| 2007 | Dating On Earth                | Yun Yi-soo       |
| 2008 | Death Bell                     | Kim Ji-won       |
| 2011 | White: The Melody of the Curse | Eun Joo          |
| 2011 | Gisaeng Ryung                  | Cameo            |
| 2017 | Micro Love                     | Kim Min-jee      |
| 2017 | Missing 2                      | Sun-young        |

### Seriale
| Rok  | Tytuł                                 | Rola              | Stacja telewizyjna |
| ---- | ------------------------------------- | ----------------- | ------------------ |
| 1995 | A New Generation of Adults            | Jessica           | KBS                |
| 2004 | Little Women                          | Hyun Deuk (młoda) | SBS                |
| 2004 | Age of Heroes                         | Layla             | MBC                |
| 2004 | Toji, the Land                        | Bong Soon (młoda) | SBS                |
| 2005 | Hello, My Teacher                     | cameo             | SBS                |
| 2005 | Cute or Crazy                         | cameo             | SBS                |
| 2005 | Peuraha-ui yeon-in                    | cameo             | SBS                |
| 2006 | Goong                                 | cameo             | SBS                |
| 2006 | My Love                               | cameo             | SBS                |
| 2010 | Coffee House                          | Kang Seung-yeon   | SBS                |
| 2010 | Gongbu-ui sin                         | cameo             | KBS2               |
| 2011 | Szkoła Marzeń                         | Yoon Baek-hee     | KBS                |
| 2011 | Geunchogo wang                        | Jin Ah-yi         | KBS1               |
| 2012 | Insu daebi                            | młoda Insu        | jTBC               |
| 2014 | Kkeut-eobsneun sarang                 | Tae Cho-ae        | SBS                |
| 2015 | Oneulbuteo saranghae                  | Min Chae-won      | KBS2               |
| 2015 | Sweet Temptation (serial internetowy) | Eun-jin           |                    |
| 2017 | Byeolbyeol myeoneuri                  | Hwang Eun-byul    | MBC                |
| 2018 | Lovely Horribly                       | Shin Yoon-ah      | KBS2               |

### Programy rozrywkowe
| Rok       | Tytuł                     | Uwagi                                        |
| --------- | ------------------------- | -------------------------------------------- |
| 2009      | Star King                 | odc. 133-137, 139-142, 144-145               |
| 2010      | Star Golden Bell          | odc. 274, 276, 281                           |
| 2010      | Star King                 | odc. 148-151, 153-154, 157-163, 169          |
| 2010      | Invincible Youth          | odc. 26                                      |
| 2010      | Oh My School              | odc. 18                                      |
| 2010      | Running Man               | odc. 7                                       |
| 2010      | Strong Heart              | odc. 15, 16, 47, 48                          |
| 2010-2011 | T-ara’s Hello Baby        |                                              |
| 2011      | Star King                 | odc. 197, 223                                |
| 2011-2012 | We Got Married            | Wspólnie z Lee Jang-woo                      |
| 2012      | Saturday Night Live Korea | Gospodarz programu                           |
| 2012      | Running Man               | odc. 104                                     |
| 2013      | Show Champion             | Wspólnie z Amber of f(x), Gospodarz programu |
| 2013      | Hello Counselor           | odc. 157                                     |
| 2013      | Immortal Song 2           | odc. 133                                     |
| 2014      | Immortal Song 2           | odc. 137                                     |
| 2014      | Music Travel              |                                              |
| 2015      | Hello Counselor           | odc. 226                                     |

## Nagrody
| Rok  | Nagroda                  | Kategoria                       | Praca          |
| ---- | ------------------------ | ------------------------------- | -------------- |
| 2010 | SBS Drama Awards         | New Star Award                  | Coffee House   |
| 2011 | MBC Entertainment Awards | Best Newcomer, Variety category | We Got Married |